# Walter Rhodes (Bluesmusiker)
Walter Rhodes (fl. 1920er Jahre; * vermutlich in Cleveland, Mississippi, USA; Geburts- und Sterbedatum unbekannt) war ein US-amerikanischer Musiker, der Ende der 1920er Jahre Aufnahmen machte. Er spielte Blues auf dem Akkordeon, was für einen Musiker aus dem Mississippi-Delta ungewöhnlich war. Möglicherweise war er der erste Musiker des Deltas, der eine Bluesaufnahme machte. Über sein Leben außerhalb seiner Aufnahmen ist wenig bekannt.

## Biografie
Walter Rhodes wurde Berichten zufolge in Cleveland (Mississippi) geboren. Sein bevorzugtes Musikinstrument war das Knopfakkordeon, wozu er auch sang. Er spielte üblicherweise in einem Ensemble, bestehend aus ihm selbst, einem oder zwei Gitarristen und einem Geiger. Er hatte 1927 eine Aufnahmesession für Columbia Records, bei der er von einem Gitarrenduo begleitet wurde und bei der vier Aufnahmen entstanden, von denen jedoch nur zwei veröffentlicht wurden.
Die Aufnahmesession fand am 10. Dezember 1927 in Memphis (Tennessee) statt. Als Musiker sind Walter Rhodes (Gesang, Akkordeon, Stimmeffekte) sowie „Pet“ und „Can“ (Maylon und Richard „Hacksaw“ Harney) (Gitarre, Sprache) aufgeführt. Die aufgenommenen Lieder waren The Crowing Rooster, Leaving Home Blues, She’s a Gal of Mine und Left My Baby Blues. Die ersten beiden Stücke wurden im April 1928 von Columbia Records veröffentlicht. Das Label gab sie als Walter Rhodes mit „Pet“ und „Can“ an.
Rhodes nahm 18 Monate vor Charley Patton auf, der als „Vater des Delta Blues“ gilt. Patton nahm im Juni 1929 den Song Banty Rooster Blues auf. Textlich wies dieser Song viele Ähnlichkeiten mit Rhodes’ The Crowing Rooster auf. Mehrere Quellen deuten darauf hin, dass Patton Rhodes gekannt haben könnte, da sie im selben Teil von Mississippi lebten, und Patton den Song direkt von Rhodes gelernt haben könnte.
Rollin’ and Tumblin’ (oder Roll and Tumble Blues), aufgenommen von Hambone Willie Newbern im März 1929, ist ein Song, dessen stilistische Ursprünge unter anderem von The Crowing Rooster und Banty Rooster Blues abstammen.
Rhodes soll im Alter von vierzig Jahren an den Folgen eines Blitzschlags gestorben sein.
Seine beiden veröffentlichten Songs finden sich auf verschiedenen Kompilationen, etwa Memphis Blues Vol 2: Various Artists – Complete Recorded Works (1927–1938) (Document Records, 1994), Screamin’ and Hollerin’ the Blues: The Worlds of Charley Patton (Revenant Records, 2001) und When the Levee Breaks: Mississippi Blues, Rare Cuts 1926–41 (JSP Records, 2007).